# Зерно (фильм, 2017)
«Зерно» (англ. Grain, тур. Buğday) — фантастический художественный фильм режиссёра и сценариста Семиха Капланоглу. Премьера состоялась 12 августа 2017 года на кинофестивале в Сараево.

## Сюжет
В картине показано недалёкое будущее Земли. После глобальной экологической катастрофы выжившие люди живут в голоде и нищете. При этом осталось несколько городов, где укрылась элита общества. В этих общинах имеются защищённые благополучные плантации. От остальной территории города элиты защищены непроницаемыми барьерами. Среди привилегированных граждан находится генетик Эрол. Он занимается изучением причин постоянной гибели урожаев. Расследование приводит его на необитаемые пустоши. Там проживает ранее изгнанный из города учёный Семиль. Встреча двух мужчин радикально меняет жизнь обоих.

## Награды
- XXIII кинофестиваль в Сараево. Награда в категория «Лучший фильм».
- XXIV международный кинофестиваль в Адане. Награда в категории «Лучший режиссёр»
- XXX международный фестиваль в Токио. Гран-при.
- Международный кинофестиваль в Стамбуле. Гран-при.

## В главных ролях
- Жан-Марк Барр — профессор Эрол Эрин
- Эрмин Браво — Семиль Акман
- Григорий Добрыгин — Андрей

## Особенности картины
- Фильм целиком снят на чёрно-белую плёнку[1].
- Работы над фильмом продолжались пять лет.
- Турецкий режиссёр привлёк к съёмкам в главных ролях француза Барра, боснийца Браво и русского Добрыгина. Причём диалоги ведутся на английском языке.